# دويتشر مورغن
دويتشه مورغن (المعروفة أيضًا باسم أورورا أليما باللغة البرتغالية، والتي تعني «الصباح الألماني») إحدى الصحف البرازيلية باللغة الألمانية التي نشرت في الفترة من 16 مارس 1932 إلى ديسمبر 1941. أعلنت «الصحيفة الرسمية للحزب النازي في البرازيل»، وكانت أكبر صحيفة نازية في ذلك البلد. تم إصدارها في حي Mooca في ساو باولو خلال سنواتها الأولى بقيادة هانز هينينج فون كوسيل، وقد أبلغ Deutscher Morgen عن حقائق حصرية تقريبًا تتعلق بالرايخ الثالث، ونشرت البيانات التي أدلى بها أدولف هتلر وغيره من الدعاة للحكومة النازية.
بدأ نشر الصحيفة في مارس 1932، أي قبل عام من وصول هتلر إلى السلطة. جلب مقال نُشر في ذلك الوقت أغنية معادية للسامية وصف فيها اليهود على أنهم لصوص يملكون الأواني الذهبية من سعر الصرف والمتاجرين والمضطهدين للعمال. في كلماته، وُصف هتلر بأنه المنقذ الذي «سيوقظ» ألمانيا، محطمًا السلاسل التي فرضها اليهود على الشعب والبلاد. خلال الحرب الأهلية الإسبانية، عرضت الصحيفة قصة غلاف ألقى فيها باللوم على الشعب اليهودي - الذي وصف بأنه «حاملات عصية الطاعون الحمراء» - للنزاع.
بالإضافة إلى نشر النازية، أبلغت دويتشر مورغن عما كان يحدث في الفرع البرازيلي للحزب النازي ونشرت إعلانات تدعو القراء إلى المساهمة مالياً في منظمة الإغاثة الشتوية الألمانية، وهو البرنامج الذي قدم المساعدات إلى أفقر قطاعات المجتمع الألماني الآري. إشارة إلى أن الكثير من الجالية الألمانية في البرازيل كانت متورطة مع الحزب النازي، حتى بشكل غير مباش، كانت كمية كبيرة من الإعلانات في الصحيفة. محلات الخياطة، محلات المجوهرات، عيادات الأسنان، الكافيتريات، المطاعم، الحانات، المكتبات، البنوك ومصانع الجعة - مثل Brahma وAntarctica - كانوا معلنين مخلصين.